# Ptolemaios 13. af Ægypten
 For alternative betydninger, se Ptolemæus (flertydig). (Se også artikler, som begynder med Ptolemæus)
Ptolemaios XIII (født i år 62 f.Kr./61 f.Kr., død 13. januar 47 f.Kr., regent fra 51 f.Kr. – til den 13. januar i år 47 f.Kr.).
Ptolemaios var en af de sidste medlemmer af Ptolemaios dynastiet af Egypten, da han var søn af farao Ptolemaios XII af Egypten. Han efterfulgte ham i foråret 51 f.Kr. som medregent med sin ældre søster Kleopatra 7. af Egypten. I oktober år 50 f.Kr. blev han til konge sammen med hende, med Potheinus som regent for ham. I foråret 48 f.Kr. prøvede Ptolemaios og Potheinus at fjerne Kleopatra fra tronen, så de kunne blive hhv. enehersker og den mægtigste mand bag kongen. Det lykkedes dem at få Kleopatra til at flygte fra Alexandria, men snart vendte hun tilbage med sin egen organiserede hær, og borgerkrigen i Egypten begyndte. Et stykke tid efter ville en anden søster til Ptolemaios og Kleopatra sikre sig tronen som Arsinoe IV. Det gjorde situationen værre.
Nu flygtede den besejrede romerske general Pompejus til Egypten for at søge asyl for sin rival Julius Cæsar. I første omgang lod Ptolemaios og Potheinus som om de havde accepteret Pompejus' ønsker, men den 29. september 48 f.Kr. myrdede Potheinus generalen i håbet om at vinde Julius Cæsars venskab. Men da Cæsar tog til Egypten, fik han Pompejus' hoved forevist og blev så fyldt med afsky, at han tog Kleopatras parti. Han arrangerede snigmord på Potheinus og offentliggjorde Kleopatras tilbagekomst til Alexandria og tronen.
Ptolemaios ville stadig af med Kleopatra og allierede sig med sin søster Arsinoe IV. De samlede deres hære og gik imod de hære, som endnu var loyale mod Kleopatra; Julius Cæsar havde en lille del af sin hær med til Egypten. Slaget stod i Alexandria midt i december 48 f.Kr. og byen fik store skader af de voldsomme sammenstød, og ifølge oplysninger blev dele af Alexandrias Bibliotek brændt til grunden.
Romerske tropper kom til fra Pergamon og vandt over Ptolemaios og Arsione. De flygtede fra byen, og Ptolemaios skulle været druknet den 13. januar 47 f.Kr., mens han prøvede at krydse Nilen måske for at forhandle eller flygte fra Cæsar og Kleopatra. Kleopatra forblev enehersker, selv om hun udnævnte sin yngre bror Ptolemaios til medregent som Ptomelaios XIV af Egypten.
1. ↑  Navnet er anført på engelsk og stammer fra Wikidata hvor navnet endnu ikke findes på dansk.
2. ↑  Navnet er anført på svensk og stammer fra Wikidata hvor navnet endnu ikke findes på dansk.